# M1 (Belarus)
Die M1 (Magistrale Nr. 1) ist eine Fernstraße in Belarus. Sie ist Teil der Europastraße 30 und die bedeutendste Straßenverbindung von Belarus, da sie die russische Hauptstadt Moskau über Belarus mit dem Westen Europas verbindet. Die M1 führt von der russischen Grenze aus vorbei an Orscha, Baryssau, Minsk und Baranawitschy bis zur polnischen Grenze bei Brest. Sie folgt hier der Hauptverkehrsachse des Landes (parallel zur Eisenbahnstrecke Warschau-Minsk-Moskau). Die Strecke ist zwischen Kobryn (M10) und Orscha (ca. 505 km) als Autobahn ausgebaut.

## Verlauf
| 0 km   | russische Grenze, die anschließende Straße heißt ebenfalls M1 |
| 30 km  | Orscha                                                        |
| 101 km | Talatschyn                                                    |
| 130 km | Bobr                                                          |
| 138 km | Krupki                                                        |
| 183 km | Baryssau                                                      |
| 200 km | Schodsina                                                     |
| 220 km | Smaljawitschy                                                 |
| 259 km | Minsk                                                         |
| 296 km | Dsjarschynsk                                                  |
| 323 km | Stoubzy                                                       |
| 355 km | Haradseja                                                     |
| 397 km | Baranawitschy                                                 |
| 439 km | Abzweigung der M 11                                           |
| 448 km | Iwazewitschy                                                  |
| 533 km | Kobryn, Abzweigung der M 10 und der M12                       |
| 563 km | Schabinka                                                     |
| 588 km | Brest, Grenze zu Polen, die anschließende Straße ist DK68     |